# Дом ярости
«Дом ярости» (англ. House of Fury, кит. 精武家庭) — комедийный боевик режиссёра Стивена Фун. Стивен Фун также исполнил одну из двух главных ролей в фильме. Продюсером фильма выступил Джеки Чан. Премьера фильма состоялась 31 марта 2005 года.

## Сюжет
Энтони Вонг играет Сю Бо, агента спецслужб в отставке, который владеет магазином средств народной медицины и растит двоих детей, после смерти своей жены. Его сына зовут Никки и он работает тренером дельфинов в дельфинарии, а дочь, которую зовут Натали, ещё учиться в школе. В фильме также появляется её парень — музыкант Джейсон, который на самом деле также является агентом спецслужб. Впоследствии, бывший агент ЦРУ, Рокко, похищает Сью Бо и требует чтобы его дети привели таинственного агента, из-за которого Рокко прикован к инвалидной коляске. На этой линии и строится большинство экшен сцен в фильме.

## В ролях
- Энтони Вонг — Terry Yue Siu-Bo, костоправ и знаток народной медицины, бывший спецагент высокого ранга.
- Стивен Фун — Nicky Yue, сын Сю-Бо, тренер в дельфинариуме и знаток кунг-фу.
- Джилиан Чун — Natalie Yue, дочь Сю-Бо, школьница, не уступающая в навыках боевых искусств своему брату.
- Шарлин Чой — школьная подруга Натали.
- Дэниел Ву — Джейсон, парень Натали.
- Майкл Вонг — Рокко.